# Burial Ground
Burial Ground è il nono album della band death metal svedese Grave, pubblicato il 14 giugno 2010 dalla Regain Records.

## Tracce
1. Liberation – 3:40
2. Semblance in Black – 4:20
3. Dismembered Mind – 6:05
4. Ridden With Belief – 4:06
5. Conquerer – 4:45
6. Outcast – 3:40
7. Sexual Mutilation – 4:02
8. Bloodtrail – 4:05
9. Burial Ground – 7:23

## Formazione
- Ola Lindgren - voce, chitarra
- Magnus Martinsson - chitarra
- Fredrik Isaksson - basso
- Ronnie Bergerståhl - batteria